# SugarCRM
SugarCRM — постачальник відкритого програмного забезпечення, який виробляє систему управління відносинами з клієнтами Sugar. Програма вимагає для роботи встановленого PHP, Apache та SQL.

## Історія
Компанія заснована в 2004.

## Продукти

### Редакції
SugarCRM розробляє програмне забезпечення CRM у трьох редакціях:
- Sugar Community Edition
- Sugar Professional
- Sugar Enterprise

Кожний продукт створений на основі однакового коду. Sugar Community Edition містить приблизно 85 відсотків функціональності від редакцій Sugar Professional та Sugar Enterprise. Основні відмінності стосуються налаштування бізнес процесів та сервісів управління.
Доступна для завантаження з сайту компанії демо-версія, що включає в пакеті демо-дані для ілюстрації можливостей програми.
Кожна з версій дозволяє працювати як з десктопною версією інтерфейсу, так і з адаптованою для мобільних пристроїв.
Редакція Sugar Community Edition доступна безкоштовно, а Sugar Professional та Sugar Enterprise розповсюджуються на основі щорічної передплати.
SUGAR PUREPRICE™ дає можливість гнучкої форми оплати на основі кількості користувачів за місяць користування ліцензією, що дозволяє більш ефективно витрачати кошти з бюджету компанії.

### Способи постачання
SugarCRM пропонує також свої рішення як Software as a Service (SaaS).